# Bayview, Texas
Bayview är en ort i Cameron County i delstaten Texas, USA.